# Vena cerebral media-profunda
La vena cerebral media-profunda o vena profunda de Silvio ([TA]: vena media profunda cerebri) es una vena de la zona media profunda del cerebro que acompaña a la arteria cerebral media en el suelo del surco lateral y que se une con la vena basilar. Recibe tributarias desde la ínsula y las circunvoluciones vecinas, y discurre por la parte inferior de la cisura lateral del cerebro.